# Ecliptopera miyakei
Ecliptopera miyakei là một loài bướm đêm trong họ Geometridae.